# Lecomtella madagascariensis
Lecomtella madagascariensis är en gräsart som beskrevs av Aimée Antoinette Camus. Lecomtella madagascariensis ingår i släktet Lecomtella och familjen gräs. Inga underarter finns listade i Catalogue of Life.